# 일요일의 손님들
"일요일의 손님들"은 1973년에 개봉한 대한민국의 영화이다.

## 캐스팅
- 명희
- 신일룡
- 윤양하